# The Color Morale
The Color Morale est un groupe de metalcore américain, originaire de Rochford, dans l'Illinois. Le groupe est composé de Garret Rapp au chant, de Devin King à la guitare, de Aaron Saunders à la guitare rythmique, de Ross McNae à la basse et de Steve Carey à la batterie.
Le groupe compte au total cinq albums, qui sont We All Have Demons, My Devil in Your Eyes, Know Hope, Hold On Pain Ends et Desolate Divine. Les trois premiers albums sont réalisés sous le label Rise Records, les deux suivants sont réalisés sous le label Fearless Records.

## Biographie

### Formation etWe All Have Demons(2007–2010)
Le groupe est formé en 2007 par Garret Rapp, Justin Hieser, Ramon Mendoza, John Bross et Steve Carey après que leurs précédents groupes se soient séparés. Tous, à l'exception de Justin Hieser, formait le groupe appelée The Killer Apathy, avec Bross à la basse, Bryce sur les chants gutturaux et Garret sur les chants non gutturaux et sur la guitare. Ils explique que leur nom « est un titre qui indique ce qu'est l'énoncé de mission du groupe et indique ce que le groupe fait. »
Le 9 juin 2009, The Color Morale signe chez Rise Records avec une sortie pour le 1er septembre pour leur premier album. Le premier album du groupe, intitulé We All Have Demons est enregistré aux Foundation Studios à Connersville, dans l'Indiana, avec pour producteur Joey Sturgis. En 2010, The Color Morale fait le Rise Records Tour avec le groupe The Bled. Le 14 juillet 2010, le groupe sort un clip pour la chanson Humannequin provenant de l'album We All Have Demons.

### My Devil in Your Eyes(2010–2012)
À la fin de l'année 2010, The Color Morale commence à écrire leur deuxième album et s'est dirigé vers le studio, avec une fois de plus Joey Sturgis en tant que producteur. Le deuxième album de Color Morale intitulé My Devil in Your Eyes est publié le 11 mars 2011.
Peu de temps avant la sortie de l'album, le bassiste Justin Hieser quitte le groupe pour des raisons personnelles. Peu de temps après son départ, le groupe recrute Anthony Wick pour assumer les fonctions de bassiste. Pendant leur tournée, Hieser rejoint de nouveau The Color Morale et Wick démissionne du poste de bassiste. Au cours du Fire & Ice tour 2012, le groupe recrute le bassiste Ryan Pulice, ancien membre du groupe Rosaline, pour reprendre le poste de bassiste.

### Know Hope(2012–2014)
À la moitié de l'année 2012, The Color Morale écrit leur troisième album, devant s'intituler Know Hope, et pour une sortie fin 2012 ou 2013. Le groupe écrit 22 chansons, dont 12 d'entre elles seront intégrés dans l'album. D'octobre à décembre 2012, Josh Schroeder du studio d'enregistrement Random Awesome! situé à Bay City, produit, conçoit, mixe, et masterise l'enregistrement.
Aaron Saunders remplace John Bross devenant le nouveau guitariste rythmique. Le bassiste Ryan Pulice, lui, est expulsé par le groupe en faveur de Justin Hieser désireux de passer de la guitare à la basse. Le 31 janvier 2013, le groupe publie une vidéo pour la chanson Learned Behavior par le biais de l'Alternative Press, révélant également l'illustration de album, la liste des titres, et la date de sortie au 26 mars. Le 20 mars 2013, Rise Records publie tous les titre de l'album Know Hope sur YouTube. Le 1er janvier 2014, le festival Vans Warped Tour annonce que The Color Morale jouera lors du Vans Warped Tour 2014.

### Hold On Pain Ends(2014–2016)
Le 10 avril 2014, Fearless Records annonce sa signature avec The Color Morale, mais aussi que la sortie de l'album Hold On Pain Ends plus tard en 2014. Le 12 avril, The Color Morale annonce Mike Honson comme leur nouveau bassiste officiel via Facebook, en remplacement de Justin Hieser. Le 27 mai, le groupe annonce avoir terminé l'enregistrement de leur album au bout de deux mois. Le 23 juin 2014, le premier single Outer Demons, sort sur iTunes, accompagné d'une vidéo promotionnelle.
Le 2 juillet 2014, la pochette et la liste des titres de Hold On Pain Ends sont rendus publics s'accompagnant du lancement avec des précommandes. Deux semaines plus tard, le groupe sort le deuxième single Suicide;Stigma avec la participation vocale de David Stephens de We Came As Romans. Hold On Pain Ends est officiellement publié le 2 septembre 2014. L'album est publié sous le label Fearless Records, et produit par Mike Green. Craig Owens de Chiodos et Dave Stephens de We Came As Romans ont également participé vocalement à l'album.

### Desolate Divine(depuis 2016)
Le 23 juin 2016, The Color Morale annonce leur nouvel album Desolate Divine et la date de publication de ce dernier le 19 août, le même jour que la sortie du premier single intitulé Walls. Dans une interview, le chanteur Garret Rapp relève qu'il ne fait pas le screaming du nouvel album confiant le poste au guitariste rythmique Aaron Saunders.

## Membres

### Membres actuels
- Garret Rapp - chant, guitare additionnelle, paroles, claviers (depuis 2007)
- Steve Carey - batterie (depuis 2007)
- Devin King - guitare (depuis 2012)
- Aaron Saunders - guitare rythmique (depuis 2012), chant (depuis 2013)
- Mike Honson - basse, chœurs (depuis 2013)

### Anciens membres
- John Bross - guitare rythmique, chœurs (2007-2011)
- Ramon Mendoza - guitare solo (2007-2012)
- Justin Hieser - basse, chant (2007-2011, 2012-2013), guitare rythmique (2011-2012)
- Ryan Pulice  -basse (2011-2012)